# Галицька волость
Галицька волость — історична адміністративно-територіальна одиниця Ніжинського повіту Чернігівської губернії з центром у селі Галиця.
Станом на 1885 рік складалася з 4 поселень, 3 сільських громад. Населення — 5069 осіб (2436 чоловічої статі та 2633 — жіночої), 963 дворових господарства.
|                     | Площа, десятин | У тому числі орної, дес. |
| ------------------- | -------------- | ------------------------ |
| Сільських громад    | 3301           | 2758                     |
| Приватної власності | 6235           | 5419                     |
| Іншої власності     | —              | —                        |
| Загалом             | 9536           | 8177                     |

Основні поселення волості:
- Галиця — колишнє державне та власницьке село при річці Рудь за 40 верст від повітового міста, 2655 осіб, 560 дворів, православна церква, школа, 4 постоялих будинки, 4 лавки, 2 вітряних млини, базари.
- Сальне — колишнє власницьке село при річці Рудь, 1544 особи, 257 дворів, православна церква, школа, постоялий двір, 2 постоялих будинки, лавка, вітряний млин.
- Шняківка — колишнє власницьке село при струмкові, 817 осіб, 144 двори, православна церква, постоялий двір.

1899 року у волості налічувалось 6 сільських громад, населення зросло до 7581 особи (3773 чоловічої статі та 3808 — жіночої).